# Corybas umbonatus
Corybas umbonatus är en orkidéart som först beskrevs av Rudolf Schlechter, och fick sitt nu gällande namn av Rudolf Schlechter. Corybas umbonatus ingår i släktet Corybas, och familjen orkidéer. Inga underarter finns listade i Catalogue of Life.